# スポーツオアシス
株式会社スポーツオアシス（英: Sports Oasis Inc.）は、会員制フィットネスクラブと温浴施設を運営する企業。ルネサンスの完全子会社であった。2025年4月付で吸収合併により解散し、運営していたクラブは株式会社ルネサンスに引き継がれた。
旧社名は株式会社東急スポーツオアシス（とうきゅうスポーツオアシス、英: Tokyu Sports Oasis, Inc.）。2024年3月までは東急グループの一社で、東急不動産の傘下にあった。東急グループからの離脱に伴い、翌4月1日より現在の社名となった。

## 概説
会員制フィットネスクラブ「オアシス」31店舗（2024年3月時点）を経営していた。
特徴として、日本の大手チェーンと違い、地域の市場に合ったクラブ造りを目指しており、各店舗とも同じデザインでは作られていない。色や、施設アイテム、価格設定までその地域の市場に合うように工夫されているのが特徴である。開業当時から、質やサービスを重視する傾向がある。

## 沿革
- 1985年（昭和60年）10月24日 - 東急不動産の会員制フィットネスクラブの運営委託を目的に設立。
- 1987年（昭和62年）5月 - 東京支社を開設。
- 1989年（平成元年）3月 - 東京支社が株式会社東急スポーツオアシス東京として独立。
- 2000年（平成12年）10月 - 東急スポーツオアシス東京と合併。
- 2006年（平成18年）4月1日 - 東急不動産より会員制フィットネスクラブ事業部門を承継。東急不動産の温浴施設の運営を開始。
- 2016年（平成28年）3月 - 武蔵小杉店を「東急スポーツオアシス24Plus」にリニューアル。休館日を除き、営業時間外にジムエリアをセルフサービスで利用できる「ハイブリッド型24時間営業」をスタート。
- 2023年（令和5年）
  - 2月 - 親会社である東急不動産がルネサンスとの資本提携を発表[2]。
  - 3月31日 - 新「株式会社東急スポーツオアシス」へ、フィットネス運営・ホームフィットネス・スポーツ施設の管理運営受託・デジタルヘルスデザインの各事業を会社分割により移管。また、新会社の株式の40%をルネサンスが東急不動産から譲受。
    - 特定保健指導事業は株式会社イーウェルヘルスケアサービスへ移管。
    - ラクティブ事業、虎ノ門事業は移管せず、旧社を「株式会社ティー・エス・オー」に社名変更。

  - 4月1日 - 株式会社ティー・エス・オーを東急不動産へ吸収合併。
- 2024年（令和6年）
  - 3月31日 - ルネサンスが東急不動産が保有している東急スポーツオアシスの残りの株式（60%）を全て取得し、完全子会社化。東急グループから離脱[3]。
  - 4月1日 - 社名を「スポーツオアシス」に変更[4]。店舗名サインや配布物等の記載は2025年3月31日までに順次変更した。
- 2025年（令和7年）4月1日 - ルネサンスが本企業を吸収合併した[5]。店舗名等は前日までにルネサンスのものへ順次変更された。なお、旧スポーツオアシス店のウェブサイト等は、合併時点では従来のドメインのままである。

## 組織
- 本社 - 東京都墨田区両国2-10-14　両国シティコア4Ｆ
- 大阪支店 - 大阪市中央区森ノ宮中央2-1-70もりのみやキューズモールBASE内2階

## 旧スポーツオアシス店舗
吸収合併前のスポーツオアシス店舗は下記の通りである。
合併までに、RAFEEL店舗を除く既存店はルネサンスブランドへ移行した。

### 東京エリア
- 多摩川（東京都大田区）
- 新宿（東京都新宿区）
- RAFEEL青山（東京都港区）
- RAFEEL恵比寿24Plus（東京都渋谷区）
- 聖路加ガーデン（東京都中央区）
- 本駒込（東京都文京区）
- 赤塚24Plus（東京都板橋区）
- 金町24Plus（東京都葛飾区）
- 十条24Plus（東京都北区）
- 雪谷24Plus（東京都大田区）
- 南大沢24Plus（東京都八王子市）
- 武蔵小金井（東京都小金井市）

### 関東エリア
- RAFEEL港北（神奈川県横浜市）
- 戸塚（神奈川県横浜市）
- 武蔵小杉24Plus（神奈川県川崎市）
- 横須賀24Plus（神奈川県横須賀市）
- 相模原24Plus（神奈川県相模原市）
- 上大岡（神奈川県横浜市）
- 浦和24Plus（埼玉県さいたま市）
- 川口（埼玉県川口市）
- 習志野24Plus（千葉県習志野市）
- 松戸24Plus（千葉県松戸市）

### 近畿エリア
- 桂川24Plus（京都府京都市）
- もりのみやキューズモール（大阪府大阪市）
- 梅田（大阪府大阪市）
- あべの24Plus（大阪府大阪市）
- 茨木24Plus（大阪府茨木市）
- 江坂24Plus（大阪府吹田市）
- 住道24Plus（大阪府大東市）
- 狭山24Plus（大阪府大阪狭山市）
- 住吉24Plus（兵庫県神戸市）

### スポーツオアシス時代に閉鎖した店舗
- 赤坂（東京都港区）
- 塚口（兵庫県）
- 香里園（大阪府）
- 天王寺（大阪府）
- 広島駅アルフェ（広島県広島市）
- RAFEEL代官山（東京都渋谷区）
- 南越谷（埼玉県越谷市）
- 本厚木（神奈川県厚木市）
- 心斎橋EAST 24Plus（大阪府大阪市）
- 心斎橋WEST 24Plus（大阪府大阪市）
- 鶴ヶ丘24Plus（大阪府大阪市）
- 広島（広島県広島市）
- 三宮24Plus（兵庫県神戸市）

## その他の運営施設
- 港北天然温泉ゆったりCOco
  - 港北みなも内の日帰り温泉施設。

ほか、自治体などの設置した運動施設の運営管理も受託している。

## 関連ブランド
- オアシスキッズ